# Gastropsetta
Gastropsetta is een monotypisch geslacht van straalvinnige vissen uit de familie van de schijnbotten (Paralichthyidae). Het geslacht is voor het eerst wetenschappelijk beschreven in 1895 door Bean.

## Soort
- Gastropsetta frontalis Bean, 1895